# Сан Ђовани I (Терамо)
Сан Ђовани I (итал. San Giovanni I) је насеље у Италији у округу Терамо, региону Абруцо.
Према процени из 2011. у насељу је живело 45 становника. Насеље се налази на надморској висини од 245 м.